# Reykjavik - Rotterdam
Pour plus de détails, voir Fiche technique et Distribution.
Reykjavik - Rotterdam est un film islandais de Óskar Jónasson sorti en 2008.

## Synopsis
Kristofer est agent de sécurité. Auparavant employé sur un cargo (le Dettifoss), il en a été renvoyé après avoir été pris pour contrebande d'alcool sur le navire. En proie à des difficultés financières, il est contraint d'aider Arnor, le frère de sa compagne Iris, lui aussi marin, qui a dû avorter un passage illégal et qui est menacé par ses créanciers. Avec l'aide de son ami Steingrimur, et ex de sa compagne, Kristofer se lance dans un nouveau passage entre Rotterdam et Reykjavik. 

## Fiche technique
- Titre : Reykjavik - Rotterdam
- Titre alternatif : Illegal Trafic
- Réalisateur : Óskar Jónasson
- Scénario : Arnaldur Indriðason et Óskar Jónasson
- Pays :  Islande

## Distribution
- Baltasar Kormákur
- Ingvar E. Sigurðsson
- Lilja Nótt Þórarinsdóttir
- Þröstur Leó Gunnarsson
- Victor Löw
- Ólafur Darri Ólafsson
- Jörundur Ragnarsson

## Remake
En 2012, Baltasar Kormákur a réalisé le remake américain du film, Contrebande, avec Mark Wahlberg dans le rôle de Kristofer. 